# Projektive Ebene
Eine projektive Ebene ist in der Geometrie eine Punkte und Geraden umfassende Inzidenzstruktur. Eine projektive Ebene über einem Körper {\displaystyle K} besteht aus den 1-dimensionalen Unterräumen des 3-dimensionalen Vektorraumes {\displaystyle K^{3}} als Punkten und den 2-dimensionalen Unterräumen von {\displaystyle K^{3}} als Geraden. Abstrakt kann man projektive Ebenen im Wesentlichen durch zwei Forderungen (Axiome) charakterisieren, nämlich dass je zwei Geraden einen (eindeutigen) Schnittpunkt und je zwei Punkte eine (eindeutige) Verbindungsgerade besitzen. Da diese Forderungen sehr schwach sind, gibt es viele Beispiele, die diese erfüllen. Erst durch weitere Einschränkungen, z. B. durch den Satz von Desargues, erhält man algebraisch gut beschreibbare Beispiele, deren Eigenschaften im Rahmen der projektiven Geometrie untersucht werden. Neben projektiven Ebenen gibt es, wie in der affinen Geometrie, auch projektive Räume.

## Motivation
Lehrsätze zur Geometrie der aus der Schule bekannten (affinen) Ebene, in denen Geraden vorkommen, müssen in ihren Formulierungen fast immer zwischen parallelen und sich schneidenden Geraden unterscheiden. Die Konstruktion der projektiven Ebene soll die affine Ebene so erweitern, dass diese Unterscheidung nicht mehr notwendig wird, weil alle Geraden sich schneiden. Für diesen Zweck nimmt man Punkte im Unendlichen als Schnittpunkte paralleler Geraden zur Ebene hinzu, und zwar einen Punkt im Unendlichen für jede Menge paralleler Geraden (jede Richtung).
Man kann dies wie folgt mathematisch realisieren. Man bette die affine Ebene {\displaystyle \mathbb {R} ^{2}} mittels
{\displaystyle j\colon \mathbb {R} ^{2}\to \mathbb {R} ^{3},(x,y)\mapsto (x,y,1)}
in den 3-dimensionalen euklidischen Raum {\displaystyle \mathbb {R} ^{3}} ein. Dann gibt es durch jeden Punkt der Bildebene eine eindeutige Ursprungsgerade (Gerade durch den Nullpunkt). Allerdings schneiden nicht alle Ursprungsgeraden die Bildebene, nämlich die in der Ebene {\displaystyle \left\{(x,y,0)\in \mathbb {R} ^{3}\right\}} liegenden Geraden tun dies nicht.
Nun sollten die Punkte im Unendlichen gerade den Mengen paralleler Geraden im {\displaystyle \mathbb {R} ^{2}} entsprechen und diese wiederum entsprechen eineindeutig den Ursprungsgeraden im {\displaystyle \mathbb {R} ^{2}} (jede Gerade ist zu einer eindeutigen Ursprungsgerade parallel) oder, was dasselbe ist, in {\displaystyle \left\{(x,y,0)\in \mathbb {R} ^{3}\right\}}. Wir stellen also fest, dass die Punkte im Unendlichen eindeutig den in der Ebene {\displaystyle \left\{(x,y,0)\in \mathbb {R} ^{3}\right\}} liegenden Ursprungsgeraden und die Punkte im {\displaystyle \mathbb {R} ^{2}} bzw., was dasselbe ist, in der Ebene {\displaystyle \left\{(x,y,1)\in \mathbb {R} ^{3}\right\}} eindeutig den nicht in der Ebene {\displaystyle \left\{(x,y,0)\in \mathbb {R} ^{3}\right\}} liegenden Ursprungsgeraden entsprechen.
Daraus ergibt sich die Definition der (reellen) projektiven Ebene als Menge der Ursprungsgeraden im {\displaystyle \mathbb {R} ^{3}}. Die so definierte projektive Ebene enthält sowohl die affine Ebene als auch die Punkte im Unendlichen (Äquivalenzklassen paralleler Geraden) der Ebene. (Eine analoge Definition kann man über beliebigen Körpern {\displaystyle K} statt {\displaystyle \mathbb {R} } durchführen.)
Formal kann man dies definieren als {\displaystyle (\mathbb {R} ^{3}\setminus \left\{(0,0,0)\right\})/\sim }, wobei zwei Vektoren {\displaystyle v_{1},v_{2}\in \mathbb {R} ^{3}\setminus \left\{(0,0,0)\right\}} als äquivalent angesehen werden, wenn sie linear abhängig sind, also {\displaystyle v_{2}=kv_{1}} für eine reelle Zahl {\displaystyle k} gilt. Man notiert den einem Punkt {\displaystyle (x,y,z)\in \mathbb {R} ^{3}} entsprechenden Punkt der projektiven Ebene mit {\displaystyle \left[x:y:z\right]}. Es gilt dann also
{\displaystyle \left[kx:ky:kz\right]=\left[x:y:z\right]}
für alle {\displaystyle k\in \mathbb {R} \setminus \left\{0\right\}}. Einen Punkt {\displaystyle \left[0:0:0\right]} gibt es nicht, weil {\displaystyle (0,0,0)} keine Ursprungsgerade definiert.
Die Punkte der projektiven Ebene entsprechen also den Ursprungsgeraden im {\displaystyle \mathbb {R} ^{3}}, die Geraden der projektiven Ebene entsprechen den Ursprungsebenen im {\displaystyle \mathbb {R} ^{3}}. Man kann zeigen, dass je zwei (unterschiedliche) Geraden der projektiven Ebene sich in genau einem Punkt schneiden (und dass es zu je zwei unterschiedlichen Punkten der projektiven Ebene genau eine durch diese Punkte verlaufende Gerade gibt). Die in der affinen Ebene bestehende Sonderrolle paralleler Geraden ist also in der projektiven Ebene aufgehoben, alle Punkte und Geraden sind gleichberechtigt.

## Projektive Ebene über einem Körper
Es sei {\displaystyle K} ein Körper. Die projektive Ebene {\displaystyle KP^{2}} ist die Menge aller Geraden durch den Nullpunkt im {\displaystyle K^{3}}. Formal definiert man dies wie folgt.
Auf {\displaystyle K^{3}\setminus \{0\}} sei die Äquivalenzrelation
{\displaystyle x\sim y\Leftrightarrow \exists \lambda \in K\setminus \{0\}\colon x=\lambda y}
definiert. In Worten heißt dies, dass {\displaystyle x} genau dann äquivalent zu {\displaystyle y} ist, wenn es ein {\displaystyle \lambda \in K^{*}:=K\setminus \{0\}} gibt, so dass {\displaystyle x=\lambda y} gilt. Alle Punkte auf einer Geraden durch den Ursprung – der Ursprung ist nicht enthalten – werden also miteinander identifiziert und nicht mehr unterschieden. Der Quotientenraum {\displaystyle \left(K^{3}\setminus \{0\}\right)/\sim } wird projektive Ebene genannt und mit {\displaystyle KP^{2}} notiert.
Geraden im {\displaystyle K^{3}} entsprechen also Punkten der projektiven Ebene, Ebenen im {\displaystyle K^{3}} entsprechen Geraden der projektiven Ebene. Punkte und Geraden der projektiven Ebene bilden eine Inzidenzstruktur. Zu je zwei Punkten {\displaystyle x,y\in KP^{2}} gibt es eine eindeutige Gerade {\displaystyle {\overline {xy}}}, zu je zwei Geraden gibt es einen eindeutigen Schnittpunkt.
Falls der Körper {\displaystyle K} aus dem Kontext klar ist, wird die projektive Ebene häufig auch nur mit {\displaystyle P^{2}} oder {\displaystyle P} bezeichnet.

### Homogene Koordinaten
Jeder Punkt der projektiven Ebene kann in homogenen Koordinaten als
{\displaystyle \left[x:y:z\right]}
mit {\displaystyle x,y,z\in K,(x,y,z)\not =(0,0,0)} dargestellt werden, wobei {\displaystyle \left[x:y:z\right]=\left[\lambda x:\lambda y:\lambda z\right]} für alle {\displaystyle \lambda \in K\setminus \{0\}} gilt und diese Darstellung ansonsten aber eindeutig ist.

### Gerade im Unendlichen
Die affine Ebene {\displaystyle K^{2}} sitzt auf natürliche Weise in der projektiven Ebene als Menge aller 1-dimensionalen Unterräume, die nicht in der x-y-Ebene enthalten sind, also als
{\displaystyle K^{2}\cong \left\{\left[x:y:1\right]\in KP^{2}\right\}}.
Ihr Komplement bildet die sogenannte projektive Gerade im Unendlichen
{\displaystyle KP^{1}\cong \left\{\left[x:y:0\right]\in KP^{2}\right\}}.
Analog kann man auch zu jedem anderen 2-dimensionalen Unterraum {\displaystyle E\subset K^{3}} eine Zerlegung {\displaystyle KP^{2}=E\cup P(E)} konstruieren. Die entsprechende Teilmenge {\displaystyle E\subset KP^{2}} heißt affine Karte.

### Automorphismen
Die Gruppe der projektiven Transformationen ist die projektive lineare Gruppe {\displaystyle \operatorname {PGL} (3,K)}. Zu je zwei geordneten 4-Tupeln von Punkten in {\displaystyle KP^{2}} gibt es eine eindeutige projektive Transformation, welche das eine 4-Tupel in das andere überführt.
Im Fall {\displaystyle K=\mathbb {R} } hat man einen Isomorphismus {\displaystyle \operatorname {PGL} (3,\mathbb {R} )=\operatorname {SL} (3,\mathbb {R} )}.

### Duale Ebene
Für einen fest gewählten Körper {\displaystyle K} bezeichnen wir mit {\displaystyle P^{*}} den Raum der Geraden in der projektiven Ebene {\displaystyle P} (also der 2-dimensionalen Unterräume in {\displaystyle K^{3}}). Die Inzidenzrelation auf {\displaystyle P^{*}} ordnet zwei Geraden ihren eindeutigen Schnittpunkt zu.
Eine Dualitätsabbildung ist eine projektiv-lineare Abbildung von {\displaystyle P} auf {\displaystyle P^{*}}, also ein Homöomorphismus, der kollineare Punkte auf sich schneidende Geraden abbildet. Jede Dualität {\displaystyle \Delta \colon P\to P^{*}} induziert eine duale Abbildung {\displaystyle \Delta ^{*}\colon P^{*}\to P} vermittels {\displaystyle \Delta ^{*}({\overline {pq}})=\Delta (p)\cap \Delta (q)}. Eine Dualitätsabbildung vertauscht insbesondere die Begriffe „Punkt“ und „Gerade“ in {\displaystyle P}: Sie bildet Punkte von {\displaystyle P} auf Punkte in {\displaystyle P^{*}}, also Geraden in {\displaystyle P} ab und ist verträglich mit den Inzidenzrelationen.
Eine Polarität ist eine von einem Skalarprodukt auf {\displaystyle K^{3}} induzierte Dualitätsabbildung: Jedem 1-dimensionalen Unterraum {\displaystyle l\subset K^{3}} ordnet man den bzgl. des Skalarproduktes orthogonalen 2-dimensionalen Unterraum {\displaystyle e\subset K^{3}} zu, dies definiert eine Abbildung {\displaystyle \Delta \colon P\to P^{*}}.

## Projektive Ebenen in Topologie, Differentialgeometrie und endlicher Geometrie

### Reelle projektive Ebene

#### Die reelle projektive Ebene als Quotientenmenge einer Sphäre
In mancher Hinsicht, insbesondere was die Topologie angeht, kann man eine reelle projektive Ebene auffassen als das, was man erhält, wenn man auf einer Sphäre (Oberfläche einer Kugel im 3-dimensionalen Raum) jeweils Antipoden, also Punkte der Sphäre, die an beiden Enden eines Durchmessers liegen, „gleichsetzt“. Genauer ausgedrückt heißt das: Man nimmt als Punkte der projektiven Ebene jeweils Antipodenpaare und als Geraden derselben die Großkreise, also die Kreise, die Schnitt der Sphäre mit einer durch den Sphärenmittelpunkt gehenden gewöhnlichen Ebene sind. Damit wird die reelle projektive Ebene auch topologisch zur Quotiententopologie der Kugel.
Das projektive Tangentialbündel {\displaystyle P(T\mathbb {R} P^{2})} der projektiven Ebene {\displaystyle P=\mathbb {R} P^{2}} ist die Fahnenmannigfaltigkeit
{\displaystyle \operatorname {Flag} (R^{3})=\left\{(l,e)\in P\times P^{*}\colon l\in e\right\}}.
Mittels der durch ein Skalarprodukt definierten Polarität kann man Ebenen in {\displaystyle V=\mathbb {R} ^{3}} als 1-Formen {\displaystyle e\in P(V^{*})} auffassen und das projektive Tangentialbündel dann auch definieren als
{\displaystyle \operatorname {Flag} (\mathbb {R} ^{3})=\left\{(l,e)\in P(V)\times P(V^{*})\colon e(l)=0\right\}}.

#### Die reelle projektive Ebene als nicht-orientierbare Fläche

Durch die angegebene Identifizierung der Seiten erhält man die reelle projektive Ebene.

Die Sphäre selbst ist eine orientierbare Fläche, die durch diesen Prozess der Quotientenbildung entstehende projektive Ebene ist es nicht mehr, da die Antipodenabbildung als Spiegelung um den Mittelpunkt keine Drehung und damit keine orientierungserhaltende Abbildung ist.
Die reelle projektive Ebene (in diesem Zusammenhang meist nur als projektive Ebene bezeichnet) ist das einfachste Beispiel einer nicht-orientierbaren Fläche, sie ist die nicht-orientierbare Fläche vom Geschlecht 1. Jede andere nicht-orientierbare Fläche erhält man als zusammenhängende Summe von einer (in diesem Zusammenhang auch als Kreuzhaube bezeichneten) projektiven Ebene oder zwei projektiven Ebenen mit einer Anzahl von Tori, oder auch äquivalent als zusammenhängende Summe projektiver Ebenen – das folgt aus der Klassifikation der Flächen und der Identität {\displaystyle T^{2}\sharp \mathbb {R} P^{2}=\mathbb {R} P^{2}\sharp \mathbb {R} P^{2}\sharp \mathbb {R} P^{2}}.
Die Zerlegung {\displaystyle \mathbb {R} P^{2}=\mathbb {R} ^{2}\cup P(\mathbb {R} ^{2})=\mathbb {R} ^{2}\cup \mathbb {R} P^{1}=\mathbb {R} ^{2}\cup \mathbb {R} ^{1}\cup \mathbb {R} ^{0}} liefert eine Zerlegung von {\displaystyle \mathbb {R} P^{2}} als CW-Komplex mit jeweils einer Zelle in Dimensionen 2,1,0. Mit dieser Zerlegung lassen sich die Homologiegruppen berechnen, man erhält:
{\displaystyle H_{0}(\mathbb {R} P^{2})=\mathbb {Z} ,H_{1}(\mathbb {R} P^{2})=\mathbb {Z} /2\mathbb {Z} ,H_{2}(\mathbb {R} P^{2})=0}.

#### Immersionen der reellen projektiven Ebene in den 3-dimensionalen Raum

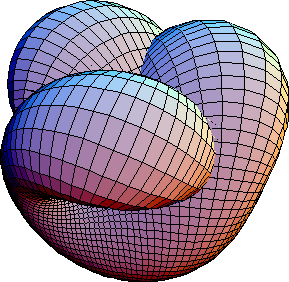
Bryant-Kusner-Parametrisierung der Boyschen Fläche

Die reelle projektive Ebene kann als Fläche im dreidimensionalen Raum bildlich dargestellt werden. Beispiele hierfür sind die Boysche Fläche und die römische Fläche. Genau wie bei der ebenfalls nicht-orientierbaren Kleinschen Flasche ist eine Einbettung der projektiven Ebene in den dreidimensionalen Raum ohne Selbstdurchdringung nicht möglich.
Unter den Immersionen der projektiven Ebene in den {\displaystyle \mathbb {R} ^{3}} realisiert die Bryant-Kusner-Parametrisierung die Immersion minimaler Willmore-Energie.

### Komplexe projektive Ebene
Die komplexe projektive Ebene ist von grundlegender Bedeutung in algebraischer Geometrie und algebraischer Topologie.
Durch ein homogenes Polynom {\displaystyle P\in \mathbb {C} \left[x,y,z\right]} definierte Teilmengen
{\displaystyle V(P)=\left\{\left[x:y:z\right]\in \mathbb {C} P^{2}\colon P(x,y,z)=0\right\}}
heißen Algebraische Kurven, sie sind Riemannsche Flächen und die einfachsten Beispiele Algebraischer Varietäten.
Die Zerlegung {\displaystyle \mathbb {C} P^{2}=\mathbb {C} ^{2}\cup P(\mathbb {C} ^{2})=\mathbb {C} ^{2}\cup \mathbb {C} P^{1}=\mathbb {C} ^{2}\cup \mathbb {C} ^{1}\cup \mathbb {C} ^{0}} liefert eine Zerlegung von {\displaystyle \mathbb {C} P^{2}} als CW-Komplex mit jeweils einer Zelle in Dimensionen 4,2,0. Mit dieser Zerlegung lassen sich die Homologiegruppen berechnen, man erhält:
{\displaystyle H_{0}(\mathbb {C} P^{2})=\mathbb {Z} ,H_{1}(\mathbb {C} P^{2})=0,H_{2}(\mathbb {C} P^{2})=\mathbb {Z} ,H_{3}(\mathbb {C} P^{2})=0,H_{4}(\mathbb {C} P^{2})=\mathbb {Z} }.
Die zweite Homologiegruppe {\displaystyle H_{2}(\mathbb {C} P^{2})} ist isomorph zu den ganzen Zahlen {\displaystyle \mathbb {Z} } und die von einer glatten algebraischen Kurve definierte Homologieklasse entspricht unter diesem Isomorphismus dem Grad des definierenden Polynoms. Das Geschlecht einer durch ein Polynom vom Grad {\displaystyle d} definierten Riemannschen Fläche ist {\displaystyle g={\frac {1}{2}}(d-1)(d-2)}. Die mittels Seiberg-Witten-Theorie bewiesene Thom-Vermutung besagt, dass algebraische Kurven die Flächen minimalen Geschlechts in ihren Homologieklassen sind.
Die komplexe projektive Ebene ist von Bedeutung in der Kobordismustheorie und der Theorie charakteristischer Klassen. Für den orientierbaren Kobordismusring {\displaystyle \Omega _{*}^{SO}} gilt
{\displaystyle \Omega _{*}^{SO}\otimes \mathbb {Q} =\mathbb {Q} \left[\mathbb {C} P^{2i}\colon i\geq 1\right]},
insbesondere wird die 4-dimensionale orientierte Kobordismusgruppe von {\displaystyle \mathbb {C} P^{2}} erzeugt.
Die Hopf-Faserung realisiert die komplexe projektive Ebene als Basis eines Faserbündels
{\displaystyle S^{1}\to S^{5}\to \mathbb {C} P^{2}}.
Die komplexe projektive Ebene ist ein homogener Raum {\displaystyle U(3)/(U(1)\times U(2))} und sogar ein Hermitescher Symmetrischer Raum mit der Fubini-Study-Metrik. Die Kähler-Form dieser Metrik ist {\displaystyle \omega =i\partial {\overline {\partial }}\log |\mathbf {Z} |^{2}}. Die Schnittkrümmung erfüllt die Ungleichung {\displaystyle 1\leq K\leq 4}, dabei wird die maximale Schnittkrümmung von komplexen Unterräumen {\displaystyle \mathbb {C} P^{1}\subset \mathbb {C} P^{2}} und die minimale Schnittkrümmung von total-reellen Unterräumen {\displaystyle \mathbb {R} P^{2}\subset \mathbb {C} P^{2}} realisiert.

### Projektive Ebene über einem endlichen Körper
Es sei {\displaystyle F_{q}} ein endlicher Körper mit {\displaystyle q} Elementen, dann hat die projektive Ebene {\displaystyle q^{2}+q+1} Punkte und ebenso viele Geraden. Jede Gerade hat {\displaystyle q+1} Punkte und jeder Punkt liegt auf {\displaystyle q+1} Geraden. Die projektive Ebene über {\displaystyle F_{q}} ist also ein 2-{\displaystyle (q^{2}+q+1,q+1,1)}-Blockplan.
Ein Beispiel ist die Fano-Ebene, die man für {\displaystyle q=2} erhält.

## Projektive Ebenen als Inzidenzstruktur

### Definition
Eine Inzidenzstruktur heißt projektive Ebene, falls gilt:
- Zu je zwei verschiedenen Punkten gibt es genau eine Gerade, die mit beiden inzidiert.
- Zu je zwei verschiedenen Geraden gibt es genau einen Punkt, der mit beiden inzidiert.
- Es gibt ein vollständiges Viereck, d. h. vier Punkte, von denen keine drei mit derselben Geraden inzidieren.

### Beispiele

Das Minimalmodell einer projektiven Ebene: die Fano-Ebene

- Wenn man in den dreidimensionalen Vektorräumen über den reellen Zahlen oder den komplexen Zahlen die zweidimensionalen Unterräume als Geraden und die eindimensionalen Unterräume als Punkte auffasst, erhält man Modelle einer projektiven Ebene. Die Inzidenzrelation ist die gewöhnliche Inklusion {\displaystyle \subseteq }. Diese Ebenen zusammen mit den ähnlich gewonnenen Ebenen über den Quaternionen oder den Oktonionen werden auch als klassische Ebenen bezeichnet. Statt der reellen oder komplexen Zahlen kann man einen beliebigen Körper {\displaystyle K} nehmen, sogar einen Schiefkörper wie die Quaternionen.
- Eine projektive Ebene ist genau dann als projektive Ebene über einem Körper realisierbar, wenn in ihr der Satz von Pappus gilt.
- Eine projektive Ebene ist genau dann als projektive Ebene über einem Schiefkörper realisierbar, wenn in ihr der Satz von Desargues gilt. Solche projektiven Ebenen über Schiefkörpern werden daher als desarguessche projektive Ebenen bezeichnet.
- Die kleinstmögliche endliche projektive Ebene (Minimalmodell) besteht aus sieben Geraden und sieben Punkten (s. Abb.). In diesem Fall ist {\displaystyle K} der Körper, der nur aus der 0 und der 1 besteht und in dem 1+1=0 ist, also der Restklassenkörper {\displaystyle \mathbb {F} _{2}}.
- Es existieren auch nichtdesarguessche projektive Ebenen. Sie können durch (endliche oder unendliche) Ternärkörper in ähnlicher Weise koordinatisiert werden, wie die desarguesschen durch Schiefkörper. → Siehe auch Klassifikation projektiver Ebenen.

#### Dualitätsprinzip
Man kann zeigen, dass es in einer projektiven Ebene stets vier Geraden gibt, von denen keine drei durch denselben Punkt gehen.
Hieraus und aus der symmetrischen Formulierung der beiden ersten Axiome ist ersichtlich, dass man durch Vertauschen der Bezeichnungen Punkt und Gerade wieder eine projektive Ebene erhält. Die Punkte und Geraden von {\displaystyle {\mathfrak {P}}} bilden die Geraden und Punkte der zu {\displaystyle {\mathfrak {P}}} dualen Ebene {\displaystyle {\mathfrak {P}}^{\star }}.
Als Dualitätsprinzip bezeichnet man die Tatsache, dass universelle Aussagen über projektive Ebenen auch dann richtig bleiben, wenn man in ihren Formulierungen die Rollen von Punkten und Geraden vertauscht.

#### Zusammenhang mit affinen Ebenen
Nimmt man bei einer affinen Ebene {\displaystyle {\mathfrak {A}}=\langle P,{\mathcal {L}},{\textbf {F}}\rangle } für jede Schar paralleler Geraden einen weiteren uneigentlichen Punkt zu {\displaystyle P} hinzu, welcher mit genau den Geraden seiner Schar inzidieren soll, und erweitert man {\displaystyle {\mathcal {L}}} um die uneigentliche Gerade {\displaystyle W}, die genau diese Punkte enthält, so bekommt man eine projektive Ebene, den projektiven Abschluss {\displaystyle {\overline {\mathfrak {A}}}} von {\displaystyle {\mathfrak {A}}}. Umgekehrt erhält man einen affinen Anteil {\displaystyle {\mathfrak {P}}^{W}} einer projektiven Ebene {\displaystyle {\mathfrak {P}}} durch Streichen einer beliebigen Geraden {\displaystyle W} mit allen ihren Punkten. Dabei ist zu beachten:
1. Die durch Streichen von zwei unterschiedlichen Geraden aus einer projektiven Ebene entstehenden affinen Ebenen müssen nicht zueinander isomorph sein.
2. Insbesondere liefert der Abschluss einer affinen Ebene durch eine Ferngerade und anschließendes Streichen einer anderen Geraden (auch Schlitzen längs einer Geraden genannt) in der so gebildeten projektiven Ebene stets eine neue affine Ebene, die aber nicht unbedingt zur ursprünglichen affinen Ebene isomorph ist.

Die projektiven Ebenen, bei denen alle geschlitzten Ausschnitte doch zueinander isomorphe affine Ebenen sind, sind genau die Moufangebenen.

#### Endliche projektive Ebenen
Wie das oben beschriebene Minimalmodell zeigt, können projektive Ebenen endlich sein, d. h. nur endlich viele Punkte und Geraden enthalten. Enthält eine Gerade {\displaystyle n+1} Punkte, so enthalten alle Geraden {\displaystyle n+1} Punkte, durch jeden Punkt gehen {\displaystyle n+1} Geraden und insgesamt gibt es {\displaystyle n^{2}+n+1} Geraden und {\displaystyle n^{2}+n+1} Punkte. {\displaystyle n} heißt in diesem Fall die Ordnung der Ebene. Eine endliche projektive Ebene der Ordnung {\displaystyle n} lässt sich kombinatorisch als ein symmetrischer {\displaystyle 2-\left(n^{2}+n+1,n+1,1\right)}-Blockplan auffassen. Die kleinstmögliche Ordnung einer endlichen projektiven Ebene ist zwei. Für jede Ordnung, die eine Primzahlpotenz {\displaystyle p^{n}\,(n\geq 1)} ist, lässt sich eine endliche projektive Ebene als projektive Ebene über dem endlichen Körper der entsprechenden Ordnung konstruieren. Ob es eine solche Ebene gibt, deren Ordnung keine Primzahlpotenz ist, ist ein ungelöstes Problem.
Teilresultate:
Die Nichtexistenz einer projektiven Ebene der Ordnung 10 wurde mit großem Computereinsatz bewiesen.
Der Satz von Bruck-Ryser-Chowla besagt: Ist die Ordnung einer projektiven Ebene {\displaystyle n=4k+1} oder {\displaystyle 4k+2}, so ist {\displaystyle n} Summe zweier ganzer Quadratzahlen. Danach gibt es keine projektiven Ebenen der Ordnungen 6, 14, 21, 22, 30, 33, 38, 42, 46,.... Ob es solche der Ordnungen 12, 15, 18, 20, 24, 28,... gibt, ist unbekannt.
Eine besondere Klasse von endlichen projektiven Ebenen der Ordnung n lässt sich durch eine Menge von nur {\displaystyle n+1} natürlichen Zahlen vollständig beschreiben: Die Ebenen, die von einer Differenzenmenge abstammen. Bekannt ist, dass jede desarguessche endliche Ebene dieser Klasse angehört und es wird vermutet, dass jede Ebene dieser Klasse desarguessch ist.

### Klassifikation

#### Schließungssätze
Naheliegend ist eine Klassifikation der projektiven Ebenen rein aufgrund des Begriffes der Inzidenz. Dies geschieht durch die Feststellung, ob bestimmte geometrische Sätze der Form „wenn eine bestimmte Konfiguration von Inzidenzen vorliegt, so gilt auch eine weitere Inzidenz“ in einer Ebene gelten. Beispiele für solche Schließungssätze sind die aus der reellen Ebene bekannten (und dort gültigen) Sätze von Desargues und Pappos (manchmal auch Satz von Pappos-Pascal genannt). Ebenen, in denen die genannten Sätze gelten, werden als Desarguessche Ebenen bzw. Pappossche Ebenen bezeichnet. Eine Ebene, in der der kleine projektive Satz von Desargues allgemeingültig ist, heißt Moufangebene. Jede pappossche Ebene ist desarguesch und jede desarguesche Ebene eine Moufangebene.

#### Koordinatisierung
Zur Nutzbarmachung von Methoden der Algebra ist ein weiteres in der Geometrie übliches Verfahren die Einführung von Koordinaten. Diese stellen einen Zusammenhang zwischen der geometrischen Struktur der Ebene und der algebraischen eines zugrundegelegten Koordinatenbereichs her. In jeder projektiven Ebene können Koordinaten eingeführt werden: Dazu wird eine projektive Punktbasis in der Ebene ausgewählt, die eine Gerade zur Ferngeraden bestimmt (→ siehe Projektives Koordinatensystem). Dann kann auf der affinen Ebene, die durch Ausschneiden dieser Ferngeraden entsteht, als Koordinatenmenge ein Ternärkörper mit einer Ternärverknüpfung, die sich rein geometrisch beschreiben lässt, konstruiert werden. Die Rechenregeln in einem Körper gelten im zugehörigen Koordinatenbereich, dem Ternärkörper, im Allgemeinen nicht.
Es besteht ein direkter Zusammenhang zwischen der geometrischen Struktur der Ebene und der algebraischen des Koordinatenbereichs, welcher in gewisser Weise die Ebenen charakterisiert. Die Moufangebenen sind z. B. genau die projektiven Ebenen, deren Koordinatenbereich ein Alternativkörper ist, die desarguesschen Ebenen sind genau die, die einen Schiefkörper als Koordinatenbereich haben. Ist der Koordinatenbereich ein kommutativer Körper, dann ist die Ebene pappossch. In diesem Fall verwendet man meist homogene Koordinaten (→ siehe den Hauptartikel Homogene Koordinaten). Aus dem Satz von Wedderburn ergibt sich, dass endliche desarguessche Ebenen immer pappossch sind. Ruth Moufang gelang der Beweis, dass sogar jede endliche Moufangebene pappossch ist.

#### Kollineationen
Die geradentreuen Bijektionen sind die strukturerhaltenden Abbildungen (oder Isomorphismen) zwischen projektiven Ebenen. Eine solche Bijektion bildet die Punkte auf die Punkte und die Geraden auf die Geraden in der Weise ab, dass die Inzidenz erhalten bleibt. Die Kollineationen, das sind die geradentreuen Bijektionen einer projektiven Ebene auf sich selbst, bilden eine Gruppe, die sogenannte Kollineationsgruppe der Ebene. Beispiele für Kollineationen, die in der geschlitzten projektiven Ebene, also als affine Kollineationen operieren, sind Translationen oder Drehungen und allgemeiner Affinitäten.
Auf der projektiven Ebene selbst ist die Gruppe der Projektivitäten eine Untergruppe der Kollineationsgruppe. Diese Untergruppe wird in der synthetischen Geometrie definiert als Erzeugnis der Teilmenge der Perspektivitäten in der Kollineationsgruppe, Die Untersuchung der Operationen bestimmter Untergruppen der Kollineationsgruppe auf der Ebene stellt eine weitere Möglichkeit der Klassifikation dar.